# Fernando Vérgez Alzaga
Fernando Vérgez Alzaga (Salamanca, 1. ožujka 1945.) španjolski je prelat Katoličke Crkve koji je služio kao predsjednik Papinske komisije za državu Vatikan i predsjednik guvernerstva države Vatikan od 1. listopada 2021. do 1. ožujka 2025. godine.
Papa Franjo ga je 27. kolovoza 2022. proglasio kardinalom đakonom dodijelivši mu đakonat Santa Maria della Mercede e Sant'Adriano a Villa Albani.